# Smugglarkungen
Smugglarkungen är en dansk-svensk komedifilm från 1985 i regi av Sune Lund-Sørensen som bygger fritt på Ernst Bremers liv.

## Handling
Det är 1920-tal, och det råder spritransonering i Sverige. I Norge är spriten helt förbjuden, men i Danmark är allt fritt. Detta gör att den organiserade smugglingen är omfattande. Vi får följa fiskarna som tjänar storkovan på smugglingen och Tullverkets försök att stoppa verksamheten.

## Om filmen
Filmen spelades in 1984 i Marstrand och Mollösund. Den hade premiär den 8 februari 1985 och är tillåten från 7 år. Den har även visats på SVT och TV4.

## Rollista
- Janne Loffe Carlsson — Albert Jansson
- Björn Skifs — Axel Winkel, tullinspektör
- Sanne Salomonsen — Grethe
- Ernst Günther — Strauss
- Nina Gunke — Sickan
- Sebastian Carlsson — John
- Kent Andersson — Frans
- Ulla Sallert — fru Kron
- Per Grundén — herr Kron
- Pierre Lindstedt — Edvard
- Lena Dahlman — Nilla
- Arne Bang-Hansen — Slemdal
- Gösta Wälivaara — bankkamrer
- Christian Fiedler — Lindqvist
- Jan-Erik Emretsson — Rhudin
- Kim Lantz — Modéen
- Sven-Åke Wahlström — Svensson
- Håkan Wennberg — Krantz
- Anders Wällhed — Mårtensson
- Bengt Funseth — Nilsson
- Yvonne Schaloske — Daisy, Krons husa
- Staffan Broms — medlem i musiktrion
- Leppe Sundevall — medlem i musiktrion
- Thore Swanerud — medlem i musiktrion
- Frank Sundström — chef för Kungliga Tullverket
- Evert Lindkvist — bagaren
- Harald "Bagarn" Andersson — äldre tullare
- Angelica Lundqvist — den nya sångerskan på nattklubben
- Björn Andrésen — Sickans tenniskavaljer
- Bertil Bertilson — man som tar emot bud per telefon
- Gudrun Henricsson — rödhårig dam på passagerarfärja
- Ove Verner Hansen — dansk smugglare
- Finn Nielsen — dansk smugglare

## Musik i filmen
- Hit the Shimmy, musik Thore Swanerud
- Hold Me, musik Thore Swanerud